# Côte d'Ivoire aux Jeux olympiques d'été de 2008
La Côte d'Ivoire a  participé aux Jeux olympiques d'été de 2008 à Pékin en Chine. Il s'agissait de sa 11e participation à des Jeux d'été.

## Sportifs engagés

### Athlétisme
- Patricia Soman
- Allou Affoué Amandine
- Judith Brou
- A. Louise
- Méité Ben
- N’dri Pacôme
- Marius Loua

### Canoé/Kayak
| Athlète      | Compétition | Éliminatoires  | Éliminatoires | Demi-finales | Demi-finales | Finale A | Finale A |
| Athlète      | Compétition | Temps          | Rang          | Temps        | Rang         | Temps    | Rang     |
| ------------ | ----------- | -------------- | ------------- | ------------ | ------------ | -------- | -------- |
| Koutoua Abia | K1 500m     | 2 min 00 s 716 | 7e            | -            | -            | -        | -        |
| Koutoua Abia | K1 1000m    | 4 min 14 s 411 | 8e            | -            | -            | -        | -        |

### Natation
- Éliane Droubry

### Judo
- Gbaté Deza
- Koné Roméo
- Kanaté Amadou
- Clarisse N’da

### Taekwondo
- N’guessan
- Mariam Bah

### Football
- Équipe de Côte d'Ivoire de football aux jeux olympiques 2008[Note 1]

### Médailles d'Or
| Sport            | Discipline | Sportifs | Performance |
| Médailles d'or : |            |          |             |

### Médailles d'Argent
| Sport                | Discipline | Sportifs | Performance |
| Médailles d'argent : |            |          |             |

### Médailles de Bronze
| Sport                 | Discipline | Sportifs | Performance |
| Médailles de bronze : |            |          |             |